# Klosterbergestraße 22

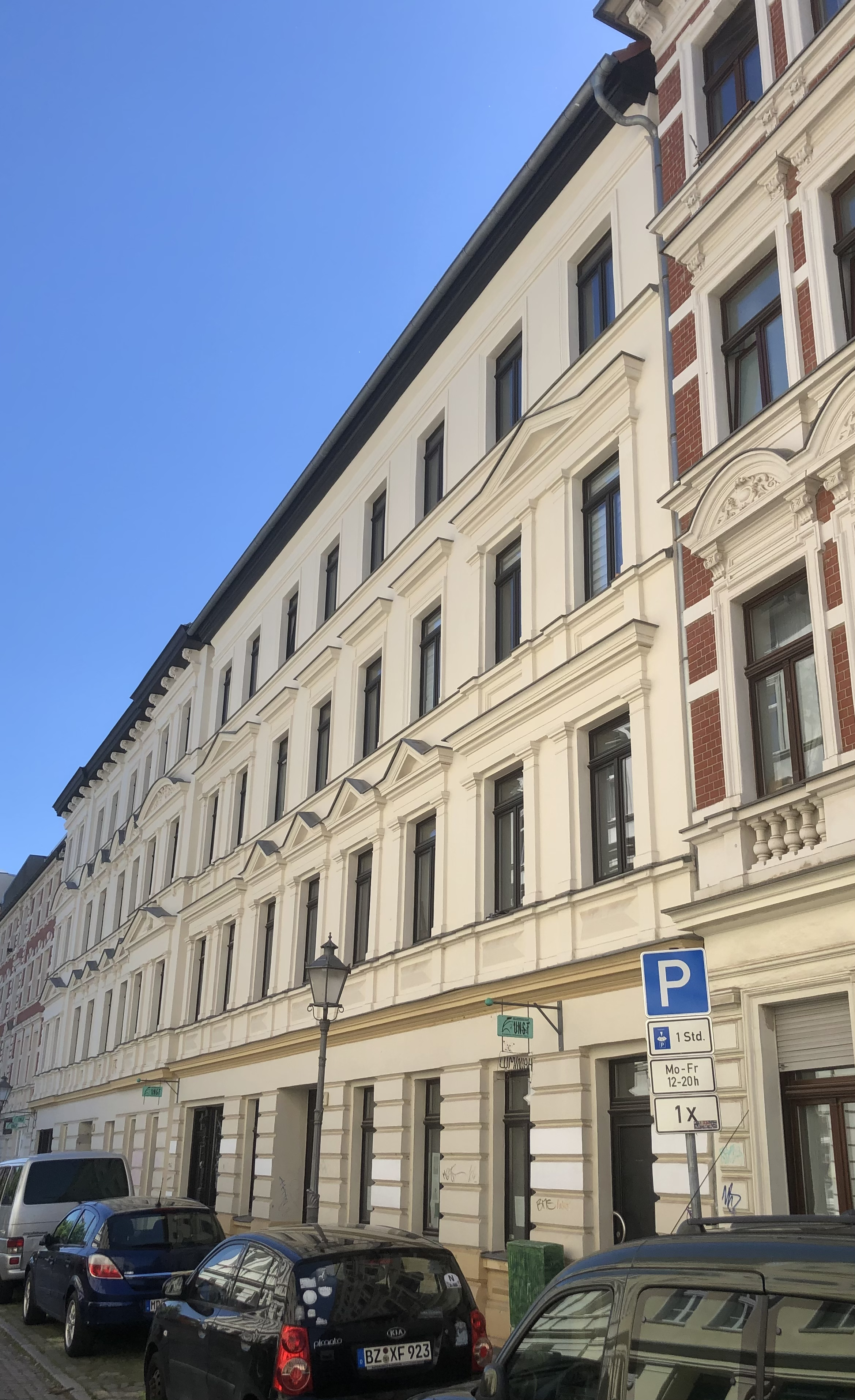
Klosterbergestraße 22 im Jahr 2021

Das Haus Klosterbergestraße 22 ist ein denkmalgeschütztes Wohnhaus in Magdeburg in Sachsen-Anhalt.

## Lage
Es befindet sich auf der Westseite der Klosterbergestraße im Magdeburger Stadtteil Buckau. Nördlich grenzt das gleichfalls denkmalgeschützte Haus Klosterbergestraße 20, südlich die Nummer 24 an.

## Architektur und Geschichte
Das viergeschossige verputzte Gebäude entstand im Jahr 1887 für den Maurermeister Balzer im Stil der Neorenaissance. Zugleich entstanden rückwärtig zwei Seitenflügel und ein Hinterhaus. Bei der Bauausführung wirkte der Maurermeister Ernst Reppin mit. Die achtachsige Fassade weist im Erdgeschoss eine Gestaltung mit Bandrustika auf. Am ersten und zweiten Obergeschoss sind jeweils die beiden äußeren Fensteröffnungen als Paare unter Dreiecksgiebeln zusammengefasst. Darüber hinaus sind die Fenster der vier mittleren Achsen im ersten Obergeschoss mit Dreiecksgiebeln überdacht. Die Brüstungen dieses Geschosses sind mit Diamantquadern verziert.
Das Haus ist Teil des denkmalgeschützten Straßenzuges Klosterbergestraße 13, 16-28, 30. Es gilt als Teil des gründerzeitlichen Straßenzuges als städtebaulich bedeutsam und Beispiel eines Wohnhauses einfachen bis mittleren Standards aus der Zeit des Historismus.
Im örtlichen Denkmalverzeichnis ist das Wohnhaus unter der Erfassungsnummer 094 17842 als Baudenkmal verzeichnet.